# زبان نیاترکی
زبانِ نیاترکی (به انگلیسی: Proto-Turkic language) نیازبانِ فرضیِ خانوادهٔ زبان‌های ترکی است و به قبل از جدا شدن مردمان ترک و تفکیکشان به دو شاخهٔ اغوز و اغور مربوط می‌شود. قدیمی‌ترین مدرک از یک زبان ترکی سنگ‌نبشته اورخون به زبان ترکی باستان است که به گوک‌ترک‌ها تعلّق دارد و به قرن هفتم مربوط می‌شود. این سنگ‌نبشته ویژگی‌های شاخه شرقی زبان ترکی را نشان می‌دهد. بازسازی زبان نیاترکی بایستی به مقایسه بین ترکی باستان و منابع اولیه زبان‌های شاخه غربی (مانند اوغوز و قپچاق) و همین‌طور زبان‌های شاخه اغور (مانند بولغاری، چوواشی، هونی، خزر، آوار) متکی باشد. از آنجا که شواهد مربوط به این زبان‌های غیر شرقی پراکنده و اندک است، بازسازی زبان نیاترکی به شکل قابل توجهی به زبان گوک‌ترک‌ها (ترکی شرقی باستان) وابسته است.